# Adela Vinczeová
Adela Vinczeová, rozená Banášová (* 12. října 1980 Bratislava), je slovenská rozhlasová a televizní moderátorka a spisovatelka.

## Život
Jejím otcem je slovenský diplomat a spisovatel Jozef Banáš. Vystudovala Filozofickou fakultu v Bratislavě, obor kulturologie.
Začínala jako moderátorka ve slovenském Fun Radiu (zde dodnes s kolegou Matejem Cifrou moderuje páteční odpolední pořad Adela a Sajfa), později se objevila v humoristickém pořadu TV Markíza Sedem s r.o. Přelomovým v její kariéře bylo uvádění tří sérií projektu Slovensko hľadá Superstar (STV, společně s Martinem „Pycem“ Rauschem). Následně na Markíze uváděla dva ročníky soutěže Let’s Dance (obdoba StarDance, opět s Rauschem) a ve třetím se sama zařadila mezi soutěžící. V pořadu Slovensko má talent účinkovala jako porotkyně.
Čeští diváci ji znají ze společných projektů TV Nova a TV Markíza: Test národa (2006, moderování s Daliborem Gondíkem) a Česko Slovenská Superstar (2009, moderování s Leošem Marešem). V roce 2010 byla porotkyní česko-slovenské televizní show Talentmania. V roce 2012 spolu s Petrem Vágnerem uváděla „kulinářskou show“ Recept na bohatství na TV Barrandov. V roce 2013 účinkovala jako host v pořadu QI – Na vše máme odpověď.
V říjnu 2016 zveřejnili vztah společně s redaktorem a novinářem Viktorem Vinczem. Ten ji 14. února 2017 požádal o ruku v přímém televizním přenosu Telerána. Svatba proběhla za masivní pozornosti veřejnosti a médií 10. června 2017. Mediální hodnota události přesáhla milion eur.

## Angažovanost
- Divé maky - stala se jednou z dárkyní, "adoptovala" a podporovala chlapce Michala Jarku, který se věnoval řezbářství u Milana Krajňáka.[4][5]